# ذا فرايداي تايمز
ذا فرايداي تايمز هي نشرة إخبارية أسبوعية باكستانية مستقلة تصدر باللغة الإنجليزية ومقرها لاهور، باكستان.
نُشرت لأول مرة في مايو 1989. حصل مؤسس ورئيس تحريرها على جوائز دولية منحتها منظمة العفو الدولية ولجنة حماية الصحفيين. وفي عام 2009، فاز أيضًا بجائزة القلم الذهبي للحرية، وهي جائزة حرية الصحافة السنوية التي تمنحها الجمعية العالمية للصحف.

## وصلات خارجية
- الموقع الرسمي